# Veljko Paškvalin
Veljko Paškvalin (Betina, 29. studenog 1926. – Sarajevo, 1. kolovoza 2008.), hrvatski arheolog i dugogodišnji kustos Zemaljskog muzeja u Sarajevu. 

## Životopis
Osnovnu školu završio je u rodnom mjestu. Gimnazijsko obrazovanje počinje kod dominikanaca u Bolu, a završava ga u realnoj gimnaziji u Šibeniku 1946.
Tijekom Drugog svjetskog rata Talijani su mu zatvorili oca u Zadru, a majka, zajedno s tri brata i sestrom bila u zbjegu na Kornatima. Tadašnji šibenski biskup fra Jeronim Mileta ga je spasio od internacije. Pohađao je šest semestara Više teološke škole u Đakovu, da bi studij nastavio na Poljoprivrednom fakultetu u Zagrebu. Godine 1950. upisuje Filozofski fakultet u Zagrebu, Odsjek za arheologiju. Teoretska i terenska iskustva stječe kod prof. Grge Novaka.
Već kao student je sudjelovao u istraživanjima srednjodalmatinskih otoka. Studij uspješno završava 9. rujna 1954., a od 1. studenog 1954. počinje raditi na Antičkom odjelu Zemaljskog muzeja u Sarajevu. Zvanje kustosa stiče 1958., a zvanje višeg kustosa 1968. i na tom mjestu radi do 1980. kada je dobio zvanje višeg naučnog suradnika. Doktorom znanosti postaje 4. lipnja 1984. obranom rada "Sepulkralni spomenici rimskog doba s područja Bosne i Hercegovine" na Sveučilištu u Zagrebu.
Bio je šefom Antičkog odjela, načelnikom Odjeljenja za arheologiju Zemaljskog muzeja, a sudjelovao je u radu redakcije Glasnika Zemaljskog muzeja BiH sv. Arheologija, redakcije Arheološkog leksikona BiH, kao i u radu redakcije časopisa Hrvatska misao i Godišnjak ANUBiH. Od 1990. je predavao ranokršćansku arheologiju na Vrhbosanskoj visokoj teološkoj školi u Sarajevu, naslijedivši Đuru Baslera. U Zemaljskom muzeju radio je sve do umirovljenja 1992. Bio je redovni član Hrvatskog društva za znanost i umjetnost Bosne i Hercegovine u Sarajevu. Za doprinos arheologiji Bosne i Hercegovine, odlikovan je s više nagrada, između ostaloga i Ordenom rada sa srebrnim vijencem. Hrvatsko arheološko društvo u Zagrebu ga je 11. listopada 2002. izabralo za počasnoga člana.
Preminuo je u Sarajevu 1. kolovoza 2008., a pokopan je 6. kolovoza u Betini na Murteru.

## Istraživački radovi
Početak znanstvenog rada seže već u 1956. kad u svojstvu arheologa-muzealca obavlja samostalne istraživačke radove u Vrdolju kod Konjica, Stranjanima kod Zenice, Jajcu, te na području istočne Bosne u Skelanima, Osatici i Gradini. Slične radove obavlja i u Begovićima u Gornjoj Višnjici kod Kiseljaka, u Katićima kod Busovače, te na Vini u Župči kod Breze gdje je potvrdio nalaze srednjovjekovne nekropole iz 10. – 12. stoljeća te nalazište nadgrobnog titula obitelji Baton koje je do tada bilo nepoznato. Za vrijeme radova na Gradini u Karauli kod Kaknja otkrio je ostatke antičke i kasnoantičke utvrde s kraja 3. st., a na lokalitetu Gromile (također u Karauli) utvrđenu građevinu sličnoj Mogorjelu kod Čapljine. Temelje ville rustice iz 3. stoljeća utvrdio je na lokalitetu Kućišća u Šepku Donjem kod Zvornika. Kao priznati znanstvenik bio je članom arheološke ekipe koja je 1960. radila na iskopavanjima Sirmija kojom prilikom je otkrivena antička industrija stakla. Za vrijeme istraživanja na lokalitetu Grudine kod Bugojna utvrdio je nalaze starokršćanske bazilike na ostacima termi iz 2. stoljeća, te srednjovjekovnu crkvu paralelnu s nekropolom stećaka. Veća istraživanja vršio je na lokalitetima Putovići kod Zenice, Ograja, na Mirinama u Bihovu kod Trebinja, na Kamenjači kod Breze, na nekropoli kod Jajca te na Crkvini u Vranjevu Selu kod Neuma. 

## Muzejska djelatnost
Paškvalin je 1959. i 1960. sudjelovao je u izradi stalnog postava izložbe "Bosna i Hercegovina u rimsko doba", te je samostalno preuređuje 1977. Godine 1963. formira antički lapidarij muzeja u Sarajevu po regijama, a na Humcu 1977. u franjevačkom samostanu postavlja antički dio izložbe iz 1959. Zapažene postave imao je 1984. u sklopu manifestacije "Sarajevska zima" (izložba grčkih vaza) te postav novog antičkog lapidarija prigodom obilježavanja 100. obljetnice muzeja u Sarajevu kojom prigodom je sudjelovao i u postavu izložbe "Bosna i Hercegovina u rimsko doba" zajedno s arheologom Ivanom Marijanovićem. Izložba je za vrijeme rata u Bosni i Hercegovini bila pohranjena, a 1999. je Paškvalin opet postavio kao stalni postav.

## Pisani radovi
Rezultate istraživanja objavljivao je u mnogim časopisima i publikacijama: Glasniku Zemaljskog muzeja iz Sarajeva, Arheološkom 
pregledu iz Beograda, Tribuniji Zavičajnog muzeja u Trebinju, Arheološkom vestniku iz Ljubljane, u Enciclopedia Italiana dell’Arte, 
u The Princeton Encyclopedia of Classical Sites, u Enciklopediji Jugoslavije Leksikografskog zavoda Zagreb i drugim. Također je bio suradnik i časopisa Napredak, Hrvatska misao, StudiaVrhbosnensia, Vjesnik za arheologiju i historiju dalmatinsku, kao i sudionik mnogih stručnih skupova u domovini i inozemstvu.

### Izbor iz radova
- Kultovi u antičko doba na području Bosne i Hercegovine (objavljeno 1963. u Glasniku Zemaljskoga muzeja Bosne i Hercegovine)
- Kasnoantički grobovi iz Jajca (1970.)
- Prilog datiranju ranokršćanskih bazilika Bosne i Hercegovine (objavljeno 1970. u zborniku Adriatica praehistorica et antiqua)
- Prilozi proučavanju ilirsko-panonskog plemena Dezitijata (1996.)
- Kulturnopovijesna problematika sepulkralnih spomenika rimskog doba s područja Bosne i Hercegovine (1996.)
- Kršćanstvo kasne antike u zaleđu Salone i Narone. Arheološka istraživanja kasnoantičkog kršćanstva u Bosni i Hercegovini (monografija, 2003.)

## Vanjske poveznice
- V. Paškvalin, Antički sepulkralni spomenici s područja BiH (Hercegovački arheološki portal)